# Handelsrichter
Handelsrichter sind je nach herrschendem Recht berufliche, nebenberufliche oder ehrenamtliche Richter, die an Handelsgerichten tätig sind. Solche Gerichte gibt es in Deutschland, Österreich, Frankreich, Belgien und in vier Kantonen der Schweiz, doch sind die verschiedenen Systeme nur begrenzt vergleichbar. In Deutschland tragen Handelsrichter in der Gerichtsverhandlung die schwarze Richterrobe. 
Handelsrichter unter Schweizer Recht ist ein nebenberuflicher Richter, der wie alle Richter in der Schweiz vom jeweils zuständigen Wahlgremium für eine mehrjährige Amtszeit gewählt wird.  
Kammern für Handelssachen nach deutschem Recht sind spezielle Spruchkörper der Landgerichte. Auf Antrag des Klägers oder des Beklagten kommen dort Handelsstreitigkeiten zur Verhandlung, u. a. allgemeine Handelsgeschäfte, Wechsel-, Scheck- und Urkundenprozesse, Markenrecht, Wettbewerbsrecht, Handelsregisterangelegenheiten etc.
Nach Schweizer Recht sind die Handelsgerichte auch für das Patent- und Markenrecht zuständig.

## Stellung
Auch die Stellung der Handelsgerichte im jeweiligen Rechtssystem ist unterschiedlich: In Deutschland sind sie erstinstanzlich zuständig, in der Schweiz dagegen auf zweitinstanzlicher Ebene an den kantonalen Obergerichten tätig, wenngleich ein Schweizer Handelsgericht auch als erste Instanz angerufen werden kann, beispielsweise in zeichenrechtlichen oder patentrechtlichen Konflikten. 
Handelsrichter unter deutschem Recht ist ein ehrenamtlicher Richter bei einer Kammer für Handelssachen. Deutsche Handelsrichter nehmen an den mündlichen Verhandlungen und Abstimmungen mit den gleichen Rechten teil wie der Vorsitzende. Sie erhalten hierfür weder Dienstbezüge noch Sitzungsgeld. Auch wird ein etwaiger Verdienstausfall nicht entschädigt. Lediglich Fahrtkosten werden erstattet (§ 107 GVG). Wenn sie „weder ihren Wohnsitz noch ihre gewerbliche Niederlassung am Sitz der Kammer für Handelssachen haben“ (§ 107 GVG), können sie Tage- und Übernachtungsgelder erhalten.

## Voraussetzungen nach deutschem Recht
Nach deutschem Recht kann gemäß § 109 GVG Handelsrichter werden, wer Deutscher ist, das 30. Lebensjahr vollendet hat und als selbstständiger Kaufmann, Vorstandsmitglied oder Geschäftsführer einer juristischen Person oder als Prokurist eine vergleichbare eigenverantwortliche Tätigkeit ausübt oder ausübte und in das Handelsregister oder das Genossenschaftsregister eingetragen ist oder war. Vorstände einer Genossenschaft müssen hauptberuflich bestellt sein.
Handelsrichter werden auf gutachterlichen Vorschlag der Industrie- und Handelskammer durch das Justizministerium (Justizsenator/Justizbehörde) des Landes für fünf Jahre ernannt (§ 108 GVG). Wiederholte Ernennungen sind möglich und liegen im Interesse einer Kontinuität des Spruchkörpers.
Der Handelsrichter ist wie jeder Richter zur Unparteilichkeit verpflichtet (§ 112 GVG).

## Zuständigkeit
Die sachliche Zuständigkeit ist in der Regel dann gegeben, wenn ein ausreichender Streitwert (z. Z. in Deutschland 5.000 Euro übersteigend) gegeben ist. Fälle mit geringerem Streitwert werden in Deutschland von den Amtsgerichten verhandelt (§ 23 Nr. 1 GVG). Geht eine Streitpartei in Berufung, entscheidet möglicherweise eine Kammer für Handelssachen als Berufungsgericht in zweiter Instanz. Bei wettbewerbsrechtlichen Streitigkeiten ist das Landgericht gem. § 13 Abs. 1 UWG unabhängig vom Streitwert das erstinstanzliche Gericht. 
Eine Kammer nach deutschem Recht setzt sich aus einem Berufsrichter als Vorsitzendem und zwei ehrenamtlichen Handelsrichtern zusammen. Unter den drei Richtern besteht Gleichberechtigung, sodass jeder Richter mit einer Stimme votiert. Bei Einverständnis beider Parteien kann jedoch auch der Vorsitzende alleine verhandeln und entscheiden (§ 105 GVG, § 349 Abs. 3 ZPO).